# Nyceryx mulleri
Nyceryx mulleri är en fjärilsart som beskrevs av Clark 1916. Nyceryx mulleri ingår i släktet Nyceryx och familjen svärmare. Inga underarter finns listade i Catalogue of Life.